# Municipio 7 Crab Orchard
El municipio 7 Crab Orchard (en inglés: Township 7, Crab Orchard) es un municipio ubicado en el  condado de Mecklenburg en el estado estadounidense de Carolina del Norte. En el año 2010 tenía una población de 4.869 habitantes.

## Geografía
El municipio 7 Crab Orchard se encuentra ubicado en las coordenadas 35°13′38.92″N 80°40′20.63″O / 35.2274778, -80.6723972.